# Eagletown (Oklahoma)
Eagletown es un lugar designado por el censo ubicado en el condado de McCurtain  en el estado estadounidense de Oklahoma. En el año 2010 tenía una población de 528 habitantes y una densidad poblacional de 42,93 personas por km².

## Geografía
Eagletown se encuentra ubicado en las coordenadas 34°2′1.21″N 94°34′30.12″O / 34.0336694, -94.5750333 (34.03367° -94.575033°). Según la Oficina del Censo de los Estados Unidos, Eagletown tiene una superficie total de 4,742 mi² (12,3 km²), de la cual 4,733 mi² (12,3 km²) corresponden a tierra firme y 0,009 mi² (0 km²) es agua.